# Xixiasaurus
Xixiasaurus (лат.) (букв. «ящерица из Сися», возможный вариант транскрипции — сисязавр) — род тероподных динозавров семейства троодонтид, описанный в 2010 году по остаткам, обнаруженным в центральном Китае. Типовой и единственный вид — Xixiasaurus henanensis.

## Этимология
Название Xixiasaurus образовано от «Xixia» — по системе пиньинь так пишется название уезда Сися в Китае — и др.-греч. σαῦρος «ящерица», что дословно может означать «ящерица из уезда Сися».

## Описание
Остатки Xixiasaurus были обнаружены в центральном Китае, в формации Мацзяцунь (Majiacun) провинции Хэнань, и, как полагают, относятся к позднему мелу (возраст около 83 млн лет). Окаменелости были описаны группой китайских ученых из Китайской академии геологических наук Пекина и Геологического музея провинции Хэнань.
На основании окаменелостей учёные отнесли данный род к семейству троодонтид. При исследовании Xixiasaurus были выявлены несколько признаков, характерных для троодонтид: большее количество зубов, чем у большинства других теропод, в том числе и манирапторов, таких как дромеозавриды; сужение между зубной коронкой и корнем; прорезывание зубов около рострального кончика нижней челюсти и присутствие особого углубления для нервно-сосудистых отверстий. Тем не менее, Xixiasaurus отличается от большинства представителей семейства, но похож на Byronosaurus jaffei, Mei long, Urbacodon itemirensis и Anchiornis huxleyi особенностью в прорезывании зубов, которая является необычной для тероподовых динозавров, у которых не найдено никаких зазубренностей ни на предшествующих, ни на следующих этапах эволюции. Однако, это отличие зубов также присутствует у некоторых других представителей, такие как альваресзаврид Pelecanimimus polyodon и спинозаврид Spinosaurus aegyptiacus, имеющие характерные особенности зубов. Это, очевидно, указывает, что зазубренности были потеряны у нескольких эволюционных ветвей теропод.
Хотя Xixiasaurus является очень близким к Byronosaurus по форме черепа и зубной морфологии, он отличается по наличию меньшего количества верхнечелюстных зубов (22 у Xixiasaurus, и по крайней мере 30 у Byronosaurus), премаксиллярными зубами, которые являются маленькими, но не так близко расположенными, как у Byronosaurus; кроме того, сужение в основании зубной коронки сильно отличается по сравнению с Byronosaurus.